# Иж-13 «Старт»
ИЖ-13 «Старт» — концептуальный переднеприводной автомобиль с кузовом «хетчбэк», разработанный и построенный на Ижевском машиностроительном заводе на рубеже 1960-1970-х годов.
Имел прогрессивную конструкцию и современный дизайн, в отличие от купленной в Италии конструкции заднеприводного автомобиля Фиат-124 (ВАЗ-2101), по которому в то время велась интенсивная подготовка производства к массовому выпуску.

## История создания
К разработке переднеприводного автомобиля на Ижмаше приступили в 1968 году — через два года после пуска конвейера в 1966. Опытный экземпляр был готов к 1972 году. Идеологами проекта были главный конструктор Николай Иванович Слесаренко и его зам. по проектным работам Владимир Арамаисович Абрамян. Дизайн автомобиля разработан под руководством зам. главного конструктора по дизайну Вадима Евгеньевича Благоразумова в бюро художественного проектирования. Начальником бюро был Вячеслав Григорьевич Зорин.

## Особенности конструкции

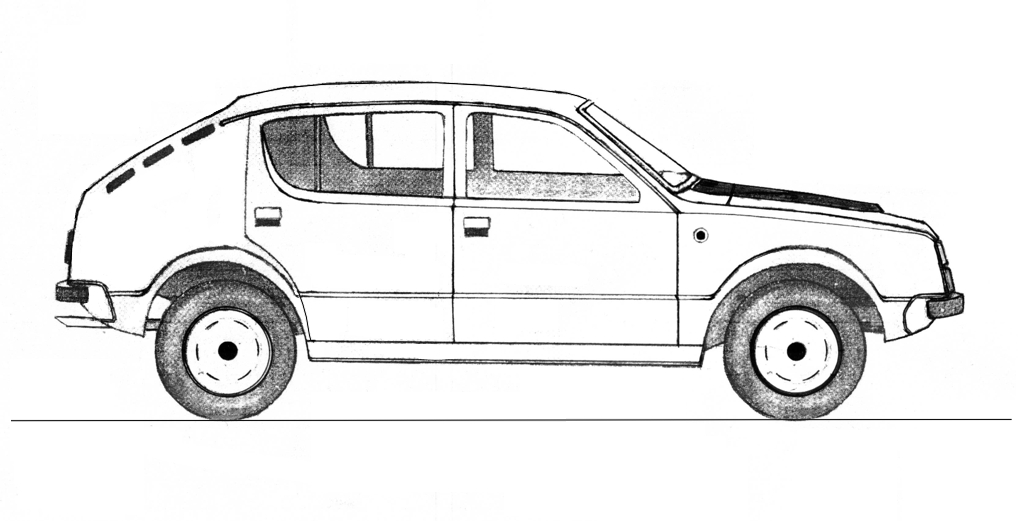
Боковая проекция ИЖ-13. Современный рисунок

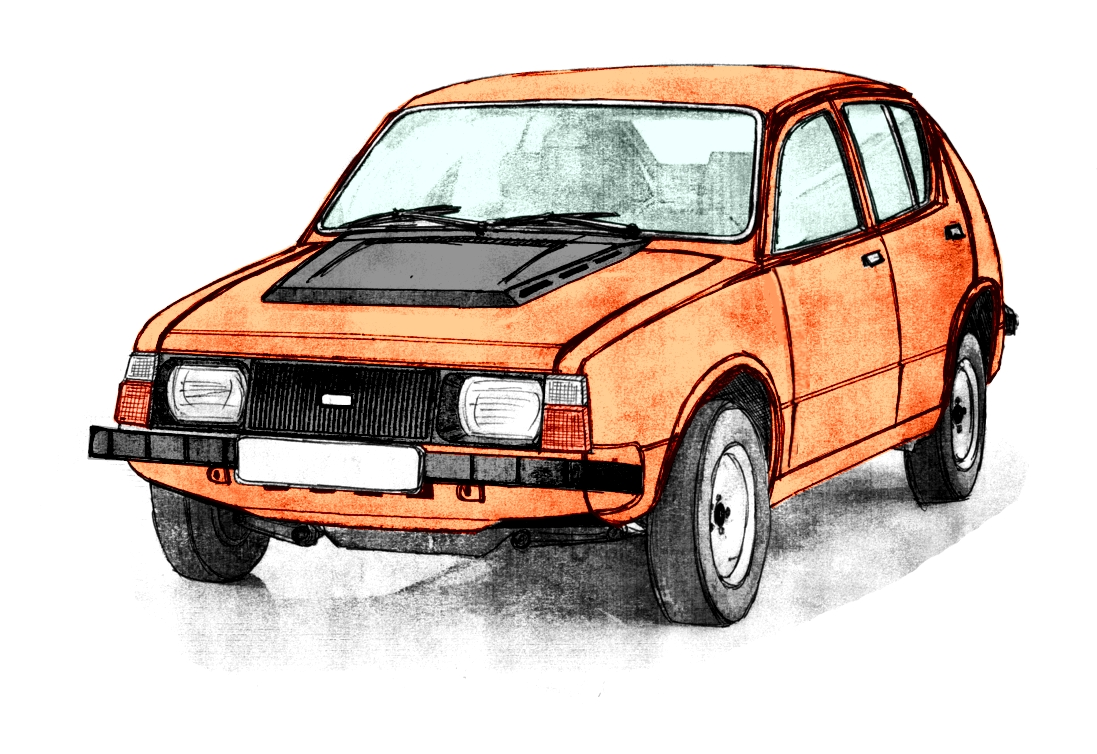
Макет ИЖ-13

Практически по всем основным параметрам ИЖ-13 превосходил как выпускавшийся в Ижевске серийно «Москвич-412», так и выбранный для производства в СССР Fiat 124 (будущий ВАЗ-2101).
Автомобиль имел практичный кузов «пятидверный хетчбэк» с современным для тех лет и самобытным дизайном, и был построен по переднеприводной компоновке с продольным размещением силового агрегата.
Силовой агрегат был скомпонован крайне необычно: позаимствованные у «Москвича-412» 1,5-литровый двигатель с более совершенным карбюратором типа SOLEX и коробка передач располагались продольно, к задней части коробки крепился оборачивающий редуктор, через который крутящий момент передавался при помощи короткого карданного вала на расположенную под блоком цилиндров двигателя главную передачу — для её размещения двигатель был смещён относительно продольной оси автомобиля вправо и отклонён на 45 градусов от вертикали. Привод управляемых передних колёс осуществлялся сдвоенными карданными шарнирами с крестовинами от серийного «Москвича-412».
Благодаря своеобразной компоновке автомобиль имел высокую степень унификации с серийными моделями, что могло способствовать быстрому освоению его в массовом производстве, удобству в обслуживании и ремонте.
Стоит отметить, что, при всей своей необычности, данная компоновка всё же была жизнеспособна по меркам своих лет. Например, на выпускавшихся в течение длительного времени американских Oldsmobile Toronado и Cadillac Eldorado шестидесятых и семидесятых годов тоже применялась переднеприводная трансмиссия похожей схемы, скомпонованная из узлов, позаимствованных у заднеприводных моделей. Разница состояла в том, что у этих автомобилей вместо оборотного редуктора использовалась пластинчатая цепь, передающая крутящий момент с закреплённого на маховике продольно расположенного двигателя гидротрансформатора на смещённую относительно него влево и развёрнутую на 180° планетарную часть автоматической коробки передач. Цепной привод применялся и на Saab 99, у которого коробка передач располагалась в поддоне картера двигателя, установленного маховиком вперёд.
Хотя трансмиссия Иж-13 и получалась несколько тяжелее, чем была бы специально разработанная для переднего привода, более громоздкой и имела несколько больший уровень потерь мощности, соображения унификации в обоих случаях перевесили.
Шасси имело достаточно прогрессивную для тех лет конструкцию — в частности, и передняя, и задняя подвески были выполнены независимыми. В передней подвеске широко использовались серийные детали от «Москвича-412».
Дизайн и отделка как кузова, так и салона автомобиля более чем соответствовали тогдашнему европейскому уровню.

## Судьба автомобиля
В серийное производство ИЖ-13 запущен не был. Сохранившийся прототип был восстановлен и в настоящее время выставляется в заводском музее Ижмаша.

## В игровой и сувенирной индустрии

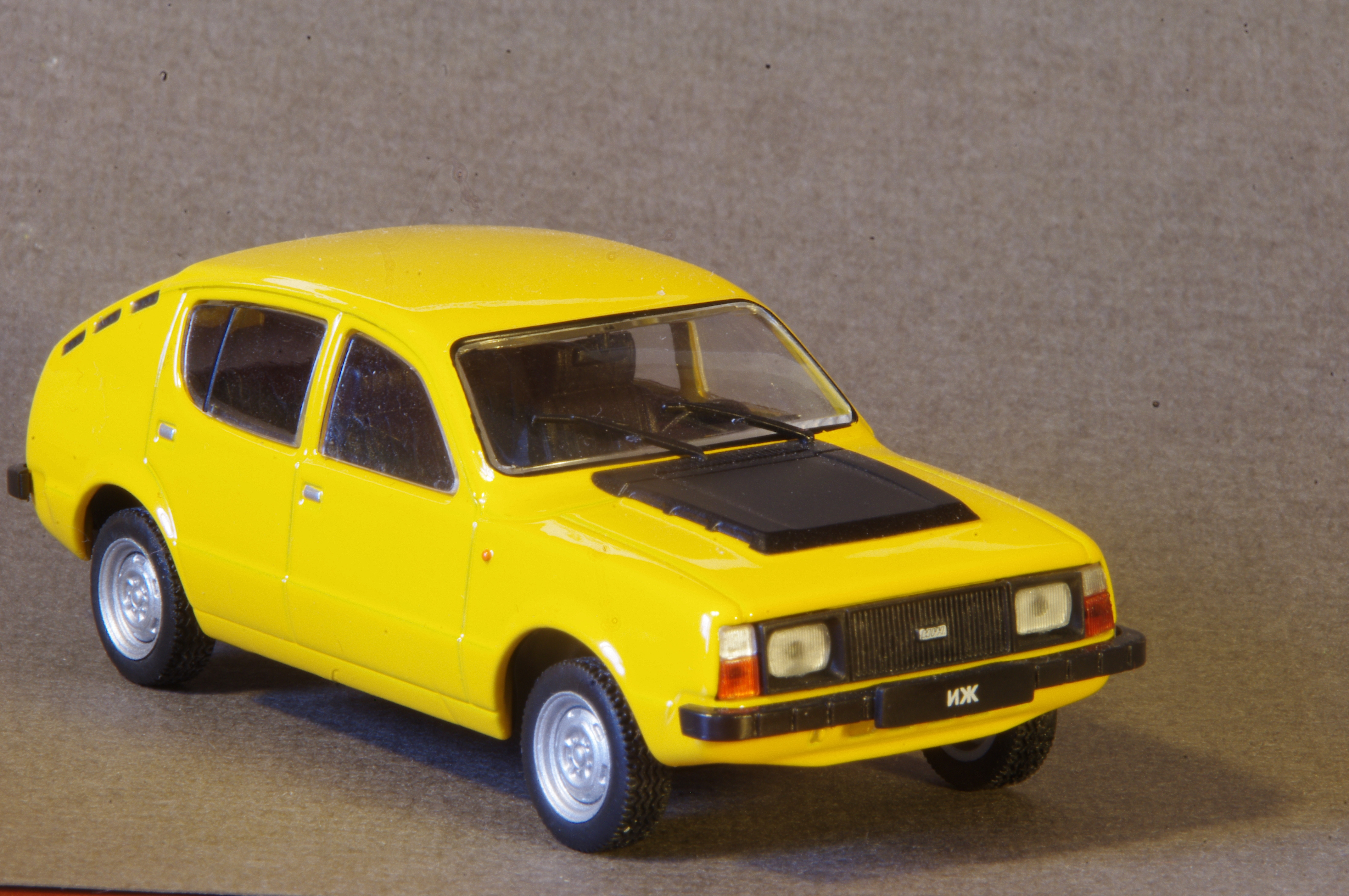
Модель из журнальной серии «Автолегенды СССР»